# Cultura LGBT en Cuba
La cultura LGBT en Cuba comprende las diferentes manifestaciones artísticas y de ocio existentes en el país cuyo enfoque es la diversidad sexual o que incluye la participación de personas LGBT en ellas.

## Archivo
En 2019 surge el Archivo Cubanecuir, fundado y dirigido por Librada Fernández González, el mismo busca recopilar y preservar la memoria histórica de las comunidades cuir en Cuba, contrarrestando la invisibilización y marginalización de estas identidades. La colección busca reinterpretar la historia desde una perspectiva «contrasexual», incluyendo testimonios y material multimedia mayormente donados por la comunidad. Su cede se encuentra en Brooklyn y cuenta con más de 500 piezas incluyendo libros, revistas, cartas, periódicos, fotografías, videocasetes, discos de vinilo y prendas personales.

Me inspiraba el trabajo del Archivo de la Memoria Trans en Argentina. Quería algo así para Cuba. Un archivo que incluyera identidades fuera de lo binario. Que incluyera lo cuir. Pensé que crear un archivo únicamente trans excluiría a muchas personas que trasgredieron los límites del género, sin identificarse con el lenguaje de hoy. Lo que ahora entendemos como trans, intersexual y no binario, existió en el pasado dentro de la “afeminación”, la “pederastia” y el “homosexualismo”.
Librada González, 2020.

## Artes plásticas

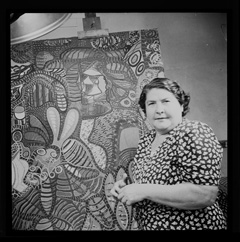
Amelia Peláez del Casal

La expresión artística en la Cuba colonial se vio forzada a adoptar la imitación como su única forma de creación viable, replicando de manera casi automática los estilos y temas impuestos desde la metrópoli. Durante este período, el arte en Cuba no se distinguía por su originalidad, y solo a través de la ingeniosa fusión de las vanguardias del siglo XX se revelarían poéticas genuinamente distintivas. A pesar de ello, en contraste con Europa, las artes visuales en Cuba no abordarían abiertamente temas relacionados con la homosexualidad hasta los años ochenta del siglo XX. Antes de esta etapa crucial, algunos críticos identifican en las obras de destacados artistas como Servando Cabrera Moreno, Raúl Martínez o Amelia Peláez, sutiles indicios que sugieren, mediante metáforas, otras orientaciones sexuales que van más allá de la norma heterosexual: los torsos sensuales y viriles de Cabrera, la deliberada androginia de Martínez o las evocaciones de vulvas en las exóticas frutas de Amelia representan aproximaciones incipientes.
En los años ochenta, las artes visuales en Cuba experimentaron una notable revolución estética, marcando un quiebre sin precedentes. Muchos artistas de esa época respondieron a la dura represión sufrida en los setenta, convirtiendo su arte en una herramienta de crítica política. Al mismo tiempo, se rechazó la uniformidad tanto en el estilo como en los temas que el sistema había intentado imponer en el período anterior. El arte tomó un rumbo distinto al integrar estrategias creativas que hasta entonces ni siquiera se habían considerado posibles. La emblemática exposición Volumen Uno se convirtió en uno de los eventos más significativos de este despertar artístico. A partir de Volumen Uno, el arte cubano inició una nueva fase, recordando, por su vitalidad, la renovación que representó la vanguardia cubana en los años veinte. En este momento, se abandonó el academicismo de influencia soviética de los setenta para explorar nuevos lenguajes internacionales, sin perder de vista la importancia de lo autóctono. Se adoptó el enfoque conceptual como base metodológica y el sincretismo se convirtió en una herramienta habitual. Este renacimiento artístico cubano, según lo descrito por el crítico Luis Camnitzer, dio lugar a una prolífica generación de artistas como Marta María Pérez Bravo, Tomás Esson o Lázaro Saavedra, quienes hicieron de la ironía, el pastiche, la introspección y lo cotidiano sus estrategias más apreciadas. Es precisamente esta inclinación por lo cotidiano y lo íntimo lo que impulsó al arte de los noventa hacia nuevos horizontes, permitiendo que un grupo reducido de creadores comenzara a explorar orientaciones sexuales no centradas exclusivamente en la heterosexualidad.

## Cine
El cine LGBT de Cuba ha emergido como una herramienta para explorar y representar las diversas realidades de la comunidad LGBTQ+ en la isla caribeña. A través de una variedad de películas y documentales, directores cubanos y extranjeros han capturado las complejidades de la identidad sexual y de género, así como los desafíos y triunfos que enfrentan las personas LGBTQ+ en la sociedad cubana.
Uno de los primeros documentales relevantes es Conducta impropia (1984), dirigido por Néstor Almendros y Orlando Jiménez Leal. Este documental aborda las experiencias de homosexuales en Cuba, especialmente dentro de las Unidades Militares de Ayuda a la Producción, proporcionando una visión reveladora de la persecución y discriminación que enfrentaban en ese contexto. Otras obras destacadas de este tipo de cine LGBT cubano son los documentales de Lizette Vila. Sus obras, Y hembra es el alma mía (1994) y Sexualidad: un derecho a la vida (2004), ofrecen una mirada íntima a la vida de transexuales y travestis cubanos, explorando sus luchas, experiencias y aspiraciones en una sociedad en constante cambio.
En 1993 se estrena Fresa y chocolate, dirigida por Tomás Gutiérrez Alea y Juan Carlos Tabío, es una película emblemática que se centra en el conflicto entre un estudiante marxista y un artista gay en La Habana. Esta película fue la primera película cubana nominada a un premio de la Academia, lo que la convierte en un hito importante en la historia del cine cubano.
La película Antes que anochezca (2000), dirigida por Julian Schnabel y basada en la autobiografía del escritor Reinaldo Arenas, es otro hito en el cine LGBT cubano. La película retrata la vida tumultuosa del escritor cubano, destacando sus luchas como un hombre gay y disidente político en la Cuba de Fidel Castro.
Otras películas notables incluyen Dos patrias, Cuba y la noche (2007) de Christian Liffers, documental sobre la vida de seis homosexuales en Cuba, con citas de Reinaldo Arenas. Chamaco (2010) de Juan Carlos Cremata y La partida (2013) de Antonio Hens donde se retrata la prostitución masculina; Verde verde (2012) de Enrique Pineda Barnet, Vestido de novia (2014) de Marilyn Solaya,  basada en hechos reales, aborda el tema de la transexualidad en la sociedad cubana; Fátima o el parque de la fraternidad (2015) de Jorge Perugorría, basada en el cuento homónimo de Miguel Barnet, que enlaza temas de homosexualidad, transexualidad y prostitución en la Cuba actual; Caballos (2015) de Fabián Suárez, una perturbadora narración que bordea temas como la homosexualidad, la emigración o las relaciones de poder; y Viva (2015) de Paddy Breathnach donde aborda la homosexualidad y la prostitución en La Habana. 
Mariela Castro's March: Cuba's LGBT Revolution del 2016, es otro documental importante que destaca el activismo de Mariela Castro, hija del expresidente Raúl Castro, en la promoción de los derechos LGBTQ+ en Cuba. Este documental arroja luz sobre los avances y desafíos en la lucha por la igualdad de género y la aceptación de la diversidad sexual en la isla.

## Literatura

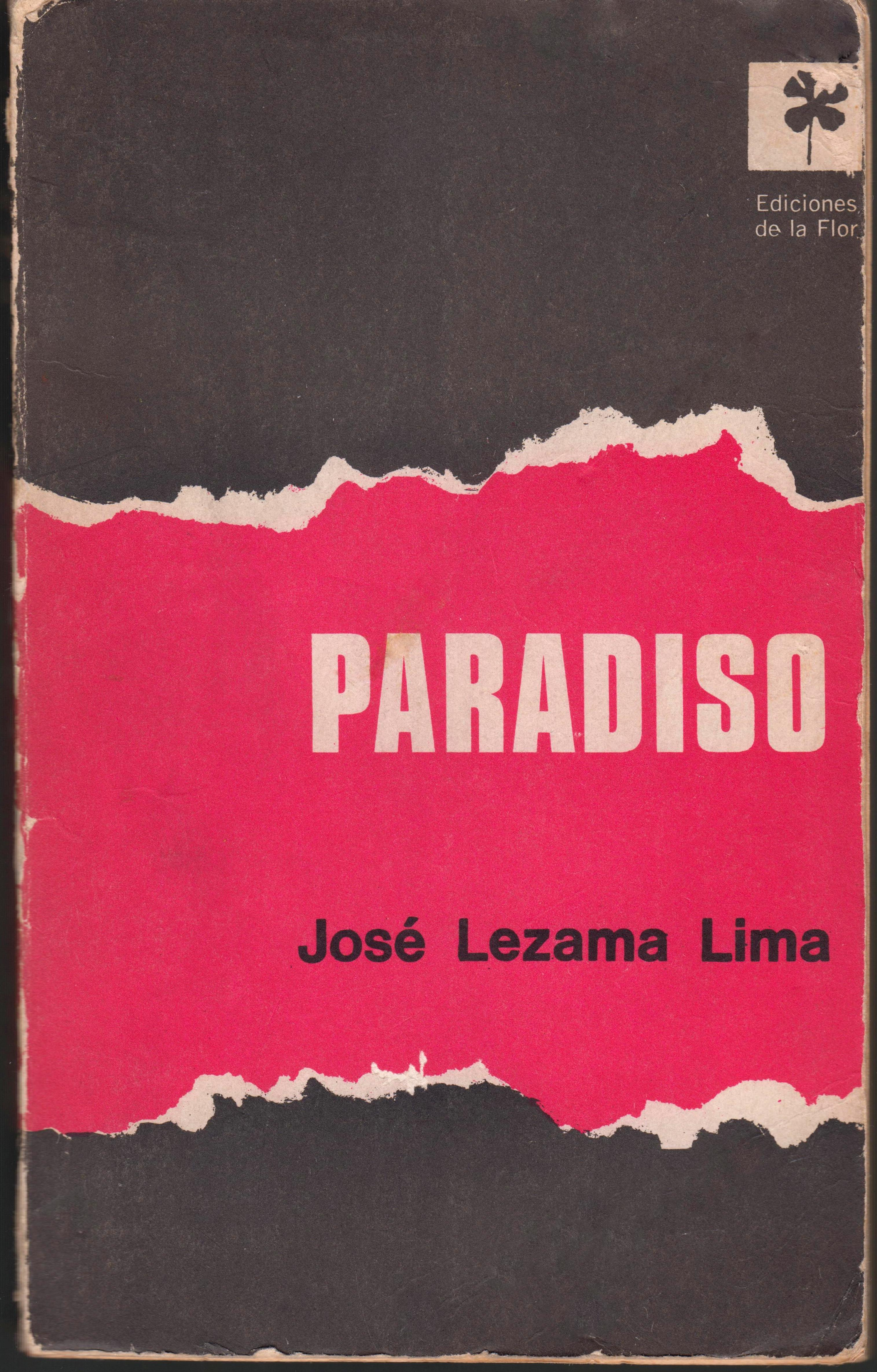
Portada de "Paradiso", de José Lezama Lima. Ediciones de la Flor, Argentina, 1968

La literatura LGBT de Cuba abarca las obras escritas por autores cubanos que exploran temas relacionados con la diversidad sexual. José Martí fue uno de los primeros en abordar el homoerotismo, aunque de manera negativa, en algunos de sus textos periodísticos y en su novela Amistad funesta (1885).
Sin embargo, la temática LGBT comenzó a recibir más atención a partir del siglo XX, especialmente con obras como Paradiso (1966) de José Lezama Lima, que enfrentó críticas y censura por sus pasajes homoeróticos.
La literatura LGBT cubana experimentó un renacimiento en 1988 con la publicación del cuento «¿Por qué llora Leslie Caron?» de Roberto Urías y el poema «Vestido de novia» de Norge Espinosa, ambos destacando la diversidad sexual como tema principal. El cuento de Urías presenta a un protagonista travesti enfrentando el rechazo social y la dificultad para encontrar empleo, mientras que el poema de Espinosa retrata a un joven afeminado consciente de sus diferencias con sus pares masculinos y enfrentando incertidumbres sobre su futuro. En la década de 1990, la narrativa cubana presentó personajes LGBT de manera más empática, como en el cuento «El cazador» (1990) de Leonardo Padura y el relato «El lobo, el bosque y el hombre nuevo» (1991) de Senel Paz. 
A principios del siglo XXI, la literatura LGBT cubana comenzó a abordar la temática de manera más diversa, explorando diferentes aspectos de la identidad sexual y de género, comenzando con obras notables que incluyen Cuentos frígidos (1998) de Pedro de Jesús López y Una extraña entre las piedras (1999) de Ena Lucía Portela, que rompieron estereotipos y exploraron temas como la soledad y la búsqueda del amor. Algunas novelas tempranas continuaron explorando la homofobia, como El paseante cándido (2001) de Jorge Ángel Pérez, ganadora del Premio Cirilo Villaverde, donde el protagonista enfrenta el rechazo familiar por su homosexualidad, llevándolo a una vida marginal y delictiva. Esta temática se repite en El Monte de Venus (2001) de Mercedes Santos Moray, donde Elisa sufre abusos verbales de su madre por su lesbianismo. En contraste, Nelson Simón publica el libro de poesía A la sombra de los muchachos en flor (2001), explorando la homosexualidad en Cuba. En 2003, Jorge Ángel Pérez presenta Fumando espero, finalista del Premio Rómulo Gallegos, enfocándose en la vida del escritor Virgilio Piñera y su sexualidad disidente.
Otras obras destacadas incluyen el cuento Fátima o el parque de la fraternidad (2006) de Miguel Barnet, Furia del Discurso Humano (2006), novela de Miguel Correa Mujica que aborda el tema de la persecución de los homosexuales y Fabián y el caos (2011), novela de Pedro Juan Gutiérrez, sobre la vida de un pianista gay en la época de persecución a los homosexuales de los años 60 y 70.
En el año 2015 se publica Mañana hablarán de nosotros, una antología de cuentos cubanos relacionados con temática LGTBI, en la que participan diversos autores como Michel García Cruz, Abilio Estévez, Carlos Pintado y Anna Lidia Vega Serova.
En el ámbito teatral, autores como Abel González Melo han destacado por su tratamiento de la homosexualidad en Cuba en obras como Fuga de Invierno (2004-2009).

## Lugares

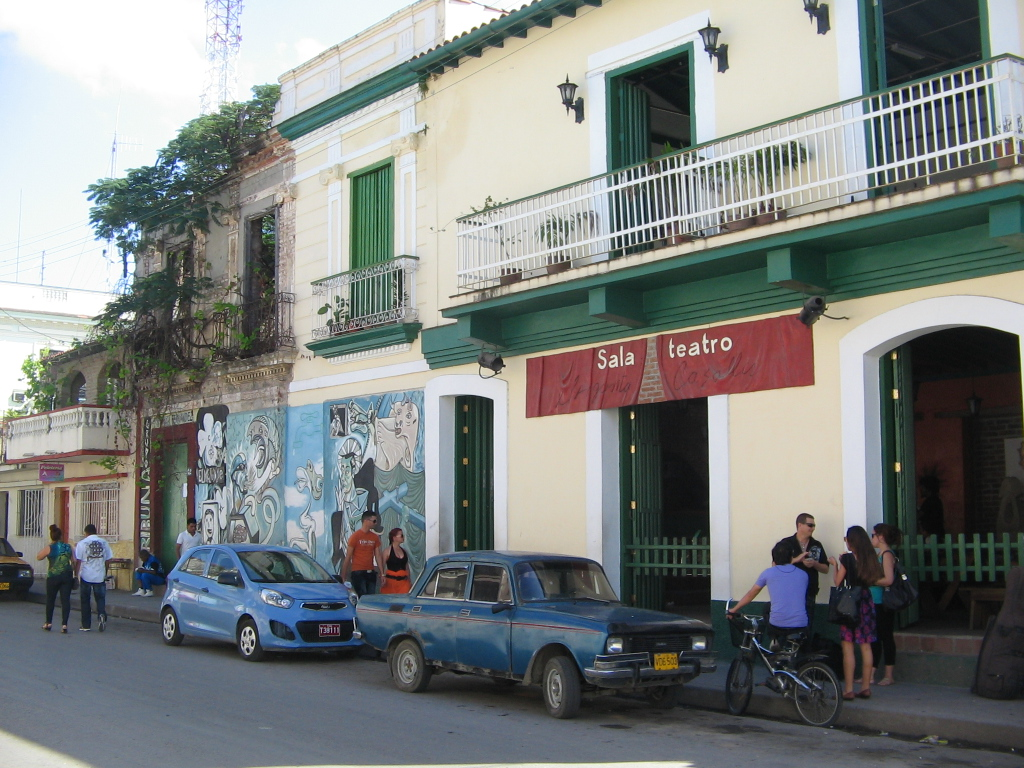
Frente del centro cultural El Mejunje

Entre 1961 y 1965 funcionó Ediciones El Puente, un proyecto literario y polo cultural que surgió en Cuba después de la Revolución de 1959, dirigido por José Mario Rodríguez y Ana María Simo. La editorial tenía como objetivo dar voz a nuevos escritores y promover la diversidad cultural. Publicaron obras de autores como Nancy Morejón, Gerardo Fulleda León y Miguel Barnet, introduciendo docenas de nuevas voces en la literatura cubana. Aunque inicialmente bien recibidos, El Puente enfrentó represión social en las décadas de 1960 y 70 debido a acusaciones de promover la homosexualidad, el Black Power y tener relaciones con extranjeros. Algunos miembros fueron detenidos y otros se vieron obligados a abandonar el país. A pesar de las presiones, el grupo dejó un legado significativo en la literatura cubana y su diversidad ha sido objeto de interés por parte de críticos literarios cubanos.
Por otro lado, El Mejunje, un centro cultural LGBT ubicado en Santa Clara, Cuba, se creó en 1985 como un lugar de reunión para bohemios e intelectuales. Con el tiempo, se convirtió en un espacio multifacético dedicado a promover la integración social y la diversidad. Ofrece actividades culturales como teatro, galerías de arte, conciertos y campañas sociales contra la homofobia y la discriminación. Su enfoque inclusivo ha hecho de El Mejunje un punto de encuentro para la comunidad LGBT y la sociedad en general en Cuba.

## Música
En el ámbito musical, el cantautor cubano Amaury Pérez alcanzó la popularidad en 1987 con su tema Amor difícil, el cual se convirtió rápidamente en un himno para la comunidad gay cubana. En su estribillo entona:

Yo tengo un amor difícil contigo
que no ventila su olor, que no se exhibe
pero que carga mi corazón avasallando,
como un ciclón, un deseo que no dice.
Yo tengo un amor difícil contigo
aunque me pese lo contendré para siempre
porque más vale la obscuridad para un cariño
que no tolera la gente... diferente.

Más tarde, en 1996, la canción El pecado original de Pablo Milanés recibió una ovación en el Teatro Karl Marx de La Habana, repleto de espectadores. La canción publicada en 1994, habla sobre una pareja homosexual que enfrenta la discriminación y la falta de aceptación en la sociedad y que pesar de ello, encuentran consuelo y felicidad en su amor mutuo a la vez que hace un llamado al no juzgamiento. La canción fue dedicada a su amigo y productor Lázaro Gómez:

Se la dediqué con todo mi amor a mi hermano, que trabaja conmigo y es gay. Y consiguió encabezar la lista de éxitos de Cuba hasta que la prohibió el régimen.
Pablo Milanés, 2000